# Rostraria balansae
Rostraria balansae är en gräsart som först beskrevs av Ernest Saint-Charles Cosson och Michel Charles Durieu de Maisonneuve, och fick sitt nu gällande namn av Josef Holub. Rostraria balansae ingår i släktet borstäxingar, och familjen gräs. Inga underarter finns listade i Catalogue of Life.